# Spalgis epius
Spalgis epius is een vlinder uit de familie van de Lycaenidae. De wetenschappelijke naam van de soort is voor het eerst gepubliceerd in 1851 door John Obadiah Westwood.
De soort komt voor in het Oriëntaals gebied.